# Mandrage
Mandrage war eine tschechische Rockband aus Pilsen. Die Gruppe beendete ihre Tätigkeit wegen persönlicher Probleme von Vít Starý.

## Geschichte
Die Anfänge der Band liegen im Jahr 2001, als sich Víťa Starý und Matyáš Vorda als Teenager musikalisch zusammenschlossen. Bis 2004 hatte sich die Formation mit dem Bassisten Michal Faitl und dem Gitarristen Pepa Bolan gefunden. Beim Musikwettbewerb Můza in ihrer Heimatstadt Pilsen kamen sie im selben Jahr bis ins Finale und nahmen im Jahr darauf ihr erstes Demo mit dem Titel Říkala, že jí trápí cosi auf. Damit bewarben sie sich erfolgreich  und erhielten 2006 einen Vertrag beim Label Universal.
Mit ihrer Debütsingle Kapky proti slzám hatten sie 2007 einen ersten Achtungserfolg, auch wenn ihr erstes Album Přišli jsme si pro vaše děti nur wenige Abnehmer fand. Dafür wurden sie für mehrere Newcomer-Preise nominiert. Der Durchbruch kam für Mandrage dann zwei Jahre später mit dem Lied Hledá se žena (etwa "Auf der Suche nach einer Frau"). Es brauchte zwar über ein halbes Jahr, bis es sich durchsetzte, erreichte dann aber mit Veröffentlichung des gleichnamigen Albums Platz 3 der offiziellen Charts in Tschechien, die auf Radioeinsätzen beruhen. Zwar blieb das Album bei den Verkaufszahlen erneut hinter den Erwartungen zurück, es folgte aber eine sehr erfolgreiche Albumtour. Der Musiksender Óčko kürte sie 2009 zur Rockband und 2010 zur Band des Jahres. Hledá se žena wurde als Song des Jahres für einen Anděl, den tschechischen Musikpreis nominiert.
Der kommerzielle Erfolg stellte sich dann Ende 2011 mit dem dritten Album Moje krevní skupina ("Meine Blutgruppe") ein. Es wendet sich vom Gitarrenrock mehr in Richtung elektronische Musik. Schon der im Frühjahr veröffentlichte Song Františkovy Lázně (nach dem westtschechischen Ort Franzensbad) stieg in den Radiocharts bis auf Platz 5. Die Vorabsingle Šrouby a matice (etwa "Schrauben und Muttern") war ein großer Erfolg und nachdem das Album auf Platz 8 der Verkaufscharts eingestiegen war, stieg das Lied zum Jahresende bis auf Platz 1 der Songcharts.

## Diskografie

### Alben
- 2005: Říkala, že jí trápí cosi (Demo-CD)
- 2007: Přišli jsme si pro vaše děti

| Jahr | Titel                          | Höchstplatzierung, Gesamtwochen, AuszeichnungChartsChartplatzierungen (Jahr, Titel, Platzierungen, Wochen, Auszeichnungen, Anmerkungen) | Anmerkungen                             |
| Jahr | Titel                          | CZ | Anmerkungen                             |
| ---- | ------------------------------ | --- | --------------------------------------- |
| 2009 | Hledá se žena                  | CZ38 (4 Wo.)CZ |                                         |
| 2011 | Moje krevní skupina            | CZ3 (44 Wo.)CZ | Erstveröffentlichung: November 2011     |
| 2013 | Siluety                        | CZ5 (40 Wo.)CZ | Erstveröffentlichung: 8. November 2013  |
| 2015 | Potmě jsou všechny kočky černý | CZ8 (45 Wo.)CZ | Erstveröffentlichung: 20. November 2015 |
| 2018 | Po půlnoci                     | CZ1 (121 Wo.)CZ | Erstveröffentlichung: 19. Januar 2018   |
| 2019 | Vidím to růžově                | CZ28 (37 Wo.)CZ | Erstveröffentlichung: 3. Dezember 2019  |
| 2020 | The Best of (2007-2020)        | CZ10 (5 Wo.)CZ | Erstveröffentlichung: 13. November 2020 |

### Singles
| Jahr | Titel Album                                    | Höchstplatzierung, Gesamtwochen, AuszeichnungChartsChartplatzierungen (Jahr, Titel, Album, Platzierungen, Wochen, Auszeichnungen, Anmerkungen) | Anmerkungen |
| Jahr | Titel Album                                    | CZ | Anmerkungen |
| ---- | ---------------------------------------------- | --- | ----------- |
| 2007 | Kapky proti slzám Přišli jsme si pro vaše děti | CZ34 (14 Wo.)CZ |             |
| 2009 | Hledá se žena                                  | CZ3 (70 Wo.)CZ |             |
| 2010 | Už mě víckrát neuvidíš Hledá se žena           | CZ82 (14 Wo.)CZ |             |
| 2011 | Františkovy Lázně Moje krevní skupina          | CZ5 (43 Wo.)CZ |             |
| 2011 | Šrouby a matice Moje krevní skupina            | CZ1 (82 Wo.)CZ |             |
| 2012 | Mechanik Moje krevní skupina                   | CZ31 (7 Wo.)CZ |             |
| 2013 | Na dlani Siluety                               | CZ3 (43 Wo.)CZ |             |
| 2013 | Siluety                                        | CZ20 (33 Wo.)CZ |             |
| 2014 | Tanči dokud můžeš Siluety                      | CZ27 (45 Wo.)CZ |             |
| 2015 | Brouci Potmě jsou všechny kočky černý          | CZ5 (75 Wo.)CZ |             |
| 2015 | Ona se smála Potmě jsou všechny kočky černý    | CZ18 (60 Wo.)CZ |             |
| 2016 | Travolta Potmě jsou všechny kočky černý        | CZ81 (5 Wo.)CZ |             |
| 2017 | Motýli Po půlnoci                              | CZ1 (169 Wo.)CZ |             |
| 2017 | Apolinář Po půlnoci                            | CZ79 (7 Wo.)CZ |             |
| 2019 | Vidím to růžově                                | CZ5 (39 Wo.)CZ |             |
| 2020 | Kristyna Vidím to růžově                       | CZ11 (17 Wo.)CZ |             |

Weitere Singles
- 2007: Punk Rock Song